# Ogrodzieniec (Kisielice)

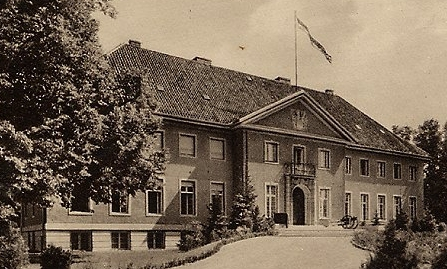
Gut Neudeck, das letzte Domizil des Reichspräsidenten Paul von Hindenburg um 1928

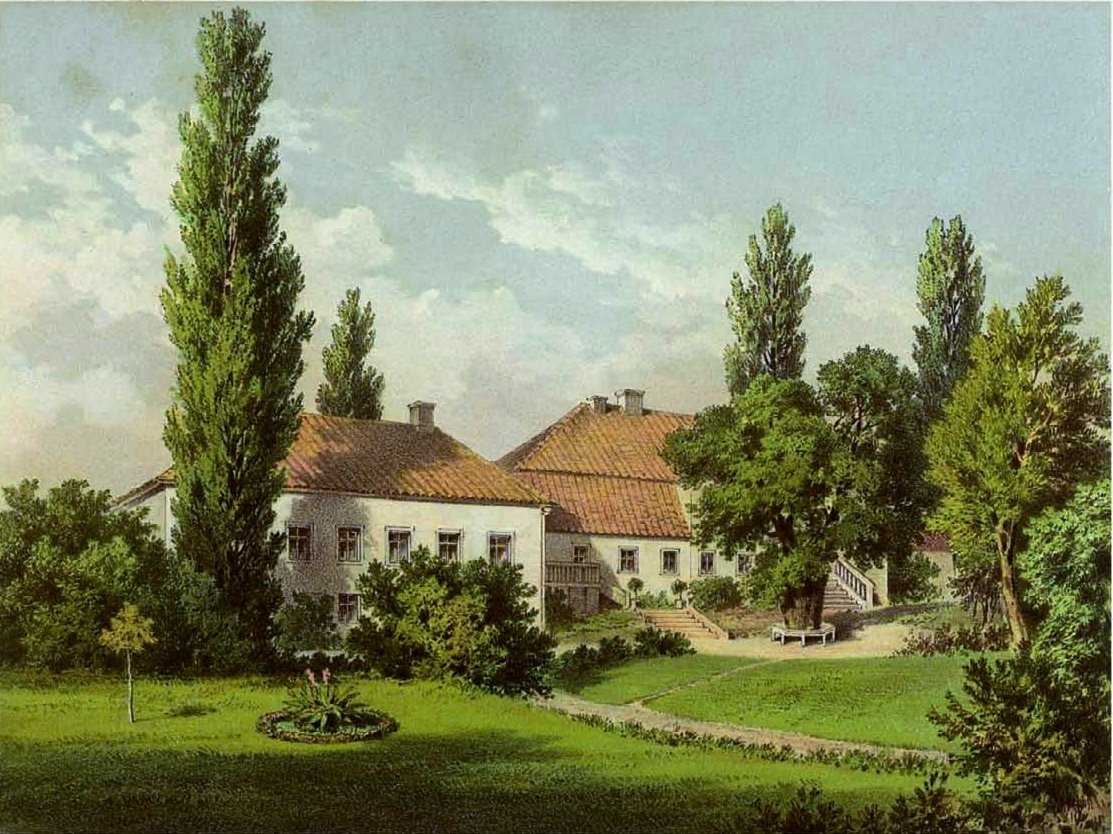
Gut Neudeck um 1860, Sammlung Alexander Duncker

Ogrodzieniec [ɔgrɔˈdʑɛɲɛts] (deutsch Neudeck) ist eine Ortschaft mit 300 Einwohnern in der Gemeinde Kisielice in der Woiwodschaft Ermland-Masuren in Polen. Der Ort liegt im Kreis Iława, nahe der Landstraße von Iława (Deutsch Eylau) nach Kisielice (Freystadt in Westpreußen).
Bekannt wurde Neudeck als ländliche Residenz des Reichspräsidenten Paul von Hindenburg, der hier am 2. August 1934 starb.

## Geschichte
Der Name „Neudeck“ wurde wahrscheinlich vom pruzzischen „Nejdekai“ abgeleitet. Das Dorf wurde um 1320 von einem adligen Lokator namens Albrecht gegründet, der das Stiftungsprivileg vom Kapitel von Pomesanien erhielt. Im Kriege zwischen dem Polenkönig Kasimir IV. und dem Deutschen Orden wurde das Dorf 1444 vollständig zerstört und beherbergte 1543 nur noch zwei Bauern. Es war 1466 im Zweiten Frieden von Thorn beim Ordensstaat verblieben.
Das Gut Neudeck befand sich seit 1755 im Besitz der Familie Hindenburg. Der Stifter der hindenburgischen Güter war Oberst Otto Friedrich von Hindenburg († 10. Januar 1765), der aus einem Adelsgeschlecht in Hinterpommern stammte, das sich später in der Neumark verbreitete. Der kinderlose Otto Friedrich von Hindenburg wurde von seinen Schwestern Sophie und Barbara beerbt. Im Jahr 1772 kam die Gegend von Ostpreußen an die neu errichtete Provinz Westpreußen. Nach dem Tode Barbaras im Jahre 1778 ging Neudeck an ihren Enkel Otto Gottfried von Beneckendorff, den Urgroßvater des späteren Reichspräsidenten, über – jedoch unter der Bedingung, dass der Erbe auch den Namen und das Wappen derer von Hindenburg übernehme. Dies wurde am 2. Januar 1789 von König Friedrich Wilhelm II. bewilligt und die Mitglieder der Familie trugen seitdem den Doppelnamen von Beneckendorff und von Hindenburg. Otto Gottfried errichtete um diese Zeit das Alte Herrenhaus von Neudeck, einen zweistöckigen Bau mit sechs Mansarden im oberen Stock.
Nach dem Tode Otto Gottfrieds 1827 erbte sein Sohn Otto Ludwig das Gut. Dieser wandelte Neudeck in ein Majorat um, das er an den ältesten seiner vier Söhne, Albert, vererbte. Die übrigen drei Brüder, unter ihnen der jüngste, Robert, der spätere Vater Pauls von Hindenburg, schlugen eine Offizierskarriere im preußischen Heer ein. Albert heiratete 1830 eine reiche Erbin aus der Eylauer Gegend, Lina von Polenz auf Langenau. Nach dem Tode der beiden ging Langenau an ihren Sohn Günther und Neudeck an die Tochter Lina. Diese heiratete Paul von Hindenburgs Bruder Otto Ludwig († 1908). Paul von Hindenburg hielt sich gern in Neudeck auf, wo seine Eltern und Großeltern begraben waren. Nach dem Tode ihres Mannes war Lina alleinige Inhaberin von Neudeck.
Aufgrund der Bestimmungen des Versailler Vertrags stimmte die Bevölkerung im Abstimmungsgebiet Marienwerder, zu dem Neudeck gehörte, am 11. Juli 1920 über die weitere staatliche Zugehörigkeit zu Deutschland oder den Anschluss an Polen ab. In Neudeck stimmten 139 Einwohner für den Verbleib bei Deutschland, auf Polen entfielen keine Stimmen.
Infolge der Abtretung Westpreußens kam Neudeck zu Ostpreußen und gehörte seit 1920 zu der Gemeinde Heinrichau, Kreis Rosenberg im Regierungsbezirk Westpreußen nahe der Grenze zu Polen.

### Landsitz Paul von Hindenburgs 1927–1934
Anlässlich des 80. Geburtstages von Reichspräsident Paul von Hindenburg im Jahre 1927 organisierte einer der Nachbarn von Neudeck, der konservative Politiker Elard von Oldenburg-Januschau, eine Spendenaktion (den Hindenburgpfennig), um das Gut Neudeck zu kaufen und dem Reichspräsidenten als „Geschenk des deutschen Volkes“ zu übergeben. Dank einiger großzügiger Spenden von Industriellen war die Aktion erfolgreich, der Chemie-Industrielle Carl Duisberg übergab Paul von Hindenburg am 2. Oktober 1927 die Schenkungsurkunde, und Hindenburg durfte die Herrschaft im Jahre 1928 übernehmen. In den nächsten zwei Jahren ließ er das Herrenhaus vergrößern und erweitern: Das 1928 errichtete Herrenhaus im barocken Stil wies zwei Stockwerke, ein Sockelgeschoss und ein Dachgeschoss mit Mansarden auf. Hier hielt sich Hindenburg auf, wenn seine persönliche Anwesenheit in Berlin nicht notwendig war, hier fanden auch viele wichtige Besprechungen statt, die das Schicksal des Deutschen Reiches entscheidend beeinflussten.
Hindenburg setzte sich 1930 gegenüber Reichskanzler Heinrich Brüning stark für die sog. Osthilfe ein, staatliche Subventionen für überschuldete Großgrundbesitzer in Ostpreußen. Unter den Begünstigten war auch sein Neudecker Nachbar Oldenburg-Januschau. Zweifel an der Regelmäßigkeit der Finanzierung und der Sammlung für die Schenkung von Gut Neudeck gipfelten 1932/1933 in dem brisanten Osthilfeskandal.
Nach der Machtergreifung Hitlers 1933 wurde auch das an Neudeck angrenzende Nachbargut Langenau zusammen mit dem Forst Preußenwald dem Reichspräsidenten geschenkt und der Reichspräsident erhielt eine Steuerbefreiung für seinen Besitz. Der damalige Pächter von Langenau, Paul Gerhard Goertz, wurde von der NSDAP gezwungen, seinen bis 1948 laufenden Pachtvertrag sowie das lebende Inventar (ohne Entschädigung und ohne Wissen des Reichspräsidenten) aufzugeben. Diese Dotation wird oft als Dank Hitlers an Hindenburg dafür, dass er ihn zum Reichskanzler ernannt hatte, betrachtet. Nach dem Tode Hindenburgs wurde sein Sohn Oskar von Hindenburg Besitzer von Neudeck. Formal war er bereits seit 1927 Eigentümer gewesen. Diese Konstruktion hatte Oldenburg-Januschau gewählt, um die Erbschaftsteuer einzusparen.

### Zweiter Weltkrieg und Zerstörung
Margarete von Hindenburg, Oskar von Hindenburgs Ehefrau, führte ab Januar 1945 einen Treck mit 150 Guts- und Dorfbewohnern, darunter evakuierte Kinder aus dem Westen, auf der Flucht vor der Roten Armee erfolgreich über das Eis der Weichsel bis nach Niedersachsen. Das Gutshaus wurde von sowjetischen Soldaten geplündert und angezündet. Neudeck kam im selben Jahr an Polen. Die Ruine wurde um 1950 abgetragen.